# Igraine
In de legende van koning Arthur is Igraine (Latijn: Igerna, Welsh: Eigyr, Frans: Igerne) de moeder van Arthur. Zij wordt in Thomas Malory's Le Morte d'Arthur Ygrayne genoemd, en in Wolfram von Eschenbachs Parzival Arnive.

## Historia Regum Britanniae
Igraine wordt als eerste echter door Geoffrey van Monmouth genoemd, in zijn Historia Regum Britanniae, waarin zij de echtgenote is van Gorlois, de hertog van Cornwall. Koning Uther Pendragon wordt echter verliefd op haar, en tracht haar, tijdens een verblijf aan het hof, voor zich te winnen. Wanneer Igraine haar echtgenoot Gorlois van de avances van Uther op de hoogte stelt, vertrekt Gorlois met vrouw en gevolg naar Cornwall zonder afscheid te nemen van zijn koning. Uther Pendragon gebruikt dit incident als excuus om ten strijde te trekken tegen Gorlois, die zich terugtrekt op zijn slot Dimilioc. Igraine wordt in veiligheid gebracht in het kasteel Tintagel.
Uther Pendragon slaagt erin Tintagel binnen te komen, als hij door Merlijn wordt vermomd als Gorlois. Op deze manier kan Uther bij de nietsvermoedende Igraine een kind verwekken: Arthur. In de slag die in diezelfde nacht wordt gevoerd komt Gorlois om het leven. Uther Pendragon kan dan ook later Igraine huwen.
Volgens Geoffrey van Monmouth zal Igraine later haar echtgenoot Uther Pendragon nog een dochter schenken: Anna. Deze Anna wordt op haar beurt de moeder van Gawain en Mordred. In de Parzival is Sangive de moeder van Gawan.

## Andere bronnen
Volgens de Welshe mythologie is Igraine de dochter van een zekere Amlawd Wledig. In Robert de Borons Merlin is Igraine getrouwd met een onbekende hertog van Tintagel, en krijgt ze bij hem twee dochters. Een van deze dochters trouwt met koning Lot, en wordt moeder van Gawain, Mordred, Gaheriet en Guerrehet. De andere dochter (die door sommige andere bronnen Morgaine wordt genoemd) wordt uitgehuwelijkt aan een zekere koning Netres van Garlot. Een derde, onwettige, dochter van de hertog van Tintagel wordt naar school gestuurd, en zal later de machtige tovenares Morgue la Fee worden.
In de eerdergenoemde Morte Darthur van Thomas Malory worden de dochters achtereenvolgens Margawse, Elayne en Morgan le Fay genoemd, en wordt de onwettigheid van Morgan niet genoemd.
In de Parzival wordt koningin Arnive gevangen gehouden in het Schastel marveile (wonderkasteel) van de tovenaar Clinschor. Ze wordt samen met de koninginnen Sangive (haar dochter en Gawans moeder), Itonje en Cundrie (Gawans zusters) en de vierhonderd jonkvrouwen en ridders bevrijd door Gawan, die de leeuw weet te doden en de ereprijs wint.

## Recente romans
- In het boek de Nevelen van Avalon van Marion Zimmer Bradley worden de verhalen rond koning Arthur herverteld vanuit het gezichtspunt van de vrouwelijke personages, waaronder Igraine.